# Polarización circular

Los vectores del campo eléctrico de una onda electromagnética viajera polarizada circularmente

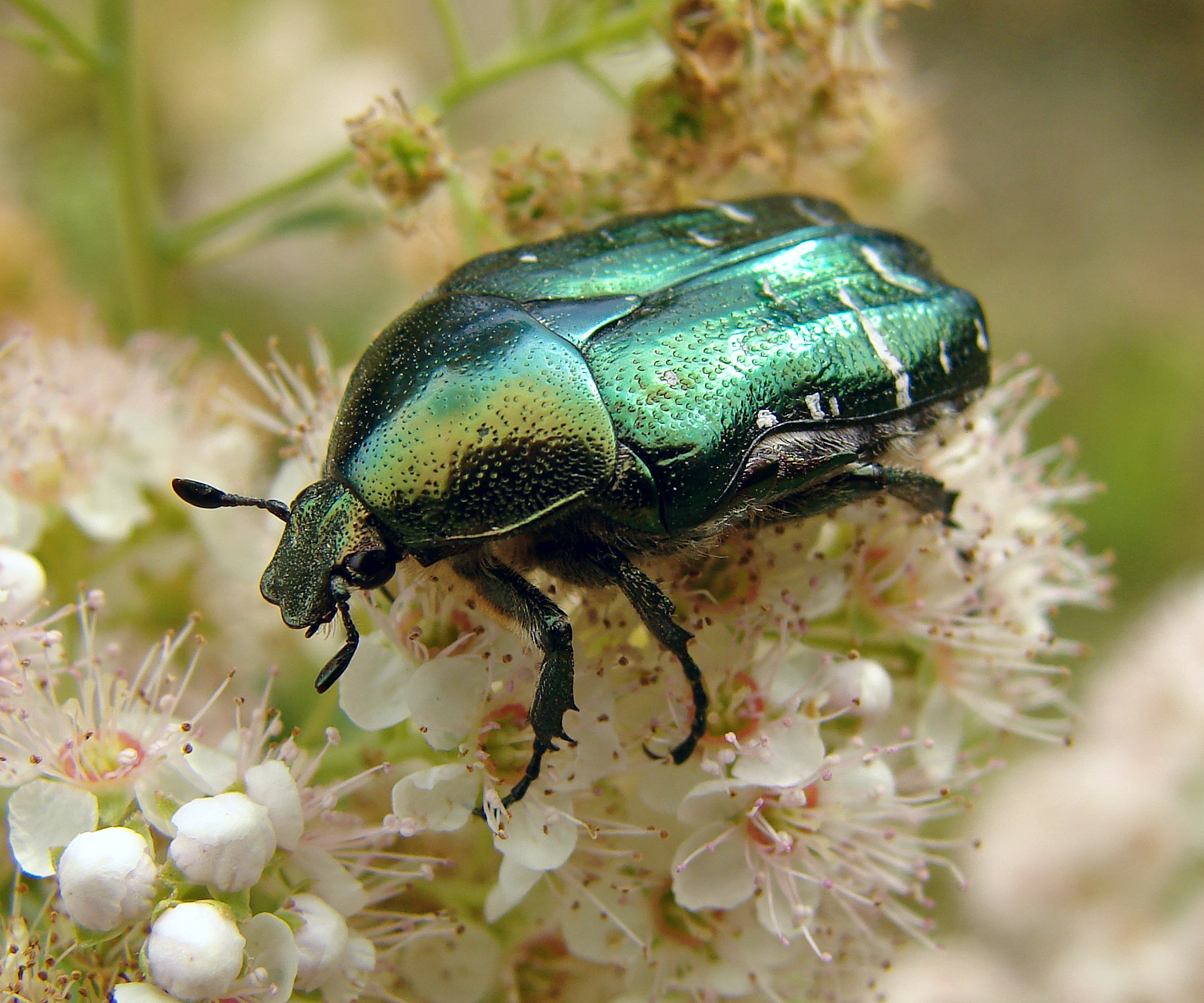
La superficie externa de la cetonia dorada, o escarabajo de la rosa, refleja casi exclusivamente la luz polarizada circularmente.

En electrodinámica, la polarización circular de una onda electromagnética es una polarización en la que el campo eléctrico de la onda de paso no cambia la fuerza, sino solo de dirección de una manera rotativa.
En electrodinámica, la fuerza y la dirección de un campo eléctrico, se define por lo que se llama un vector de campo eléctrico. En el caso de una onda polarizada circularmente, como se ve en la animación de acompañamiento, la punta del campo eléctrico vector, en un punto dado en el espacio, describe un círculo a medida que avanza el tiempo. Si la onda se congela en el tiempo, el campo de vector eléctrico de la onda describe una hélice a lo largo de la dirección de propagación.
La polarización circular es un caso límite de la condición más general de polarización elíptica. El otro caso especial es el más fácil de entender, la polarización lineal.
El fenómeno de la polarización surge como consecuencia del hecho de que la luz se comporta como una onda transversal de dos dimensiones.

## Radio FM

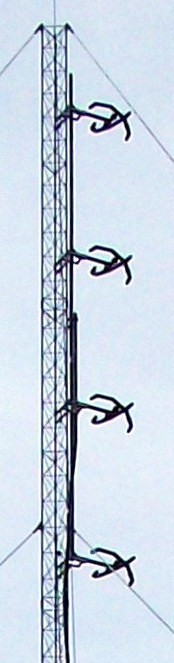
Antenas de dipolos cruzados de la emisora de radio FM KHTB (Lake Mountain, Utah, EE. UU.)

El término "polarización circular" a menudo se utiliza erróneamente para describir las señales de polaridad mixta, utiliza sobre todo en radio FM (87,5 a 108,0 MHz en EE. UU.), donde una componente vertical y una horizontal se propagan simultáneamente por un banco (array) único o combinado. Esto tiene el efecto de producir una mayor penetración, en los edificios y áreas de recepción difíciles, que una señal con solo un plano de polarización. Este sería un caso en que la polarización se llamaría más apropiadamente polarización al azar, debido a que la polarización en un receptor, aunque constante, variará dependiendo de la dirección del transmisor y otros factores en el diseño de la antena transmisora (véase parámetros de Stokes).
El término "Radio FM" anterior se refiere al programa de radio, no a la radio de 2 vías (más correctamente llamada Radio Móvil Terrestre), que utiliza la polarización vertical casi exclusivamente.

## Antenas
Se pueden utilizar varios tipos de elementos de antena para producir una radiación polarizada circularmente (o casi); siguiendo a Balanis, se puede utilizar elementos dipolo:
"Dos dipolos cruzados proporcionan los dos componentes de campo ortogonales... Si los dos dipolos son idénticos, la intensidad de campo a lo largo de cada cenit... sería de la misma intensidad. Además, si los dos dipolos estuvieran alimentados con un grado de 90° diferencia de tiempo de fase (en cuadratura de fase), la polarización a lo largo de cenit sería circular... Una forma de obtener el tiempo de 90° de diferencia de fase entre las dos componentes de campo ortogonales, radiada, respectivamente, por los dos dipolos, es por la alimentación de uno de los dos dipolos con una línea de transmisión que es un cuarto de longitud de onda más larga o más corta que la de la otra ", p.80;
o elementos helicoidales:
"Para conseguir polarización circular [en axial o modo de extremo-fuego]... la circunferencia C de la hélice debe ser... con C / longitud de onda = 1 cerca del óptimo, y el espaciamiento cerca de S = longitud de onda / 4. " p.571;
o elementos de parche:
"Se pueden obtener polarizaciones circulares y elípticas utilizando diversas disposiciones de alimentación o ligeras modificaciones hechas a los elementos... La polarización circular puede ser obtenida si dos modos ortogonales son excitados con una diferencia de tiempo de fase de 90° entre ellos. Esto se puede lograr mediante el ajuste las dimensiones físicas del parche... Para un elemento de parche cuadrado, la forma más fácil de excitar idealmente la polarización circular consiste en  alimentar el elemento en dos bordes adyacentes... La diferencia de fase en cuadratura se obtiene alimentando el elemento con un  divisor de potencia de 90°", p.859.